# Quero Vas
Quero Vas è un ex comune italiano di 3 086 abitanti della provincia di Belluno in Veneto.
Istituito il 28 dicembre 2013 dalla fusione di Quero e Vas, dal 22 gennaio 2024 si è fuso col comune di Alano di Piave per dare vita al nuovo comune di Setteville.

## Geografia fisica
Il comune di Quero Vas si estendeva sulle due rive del Piave, nel punto in cui quest'ultimo lascia la provincia di Belluno per entrare nel Trevigiano. A questa altezza il fiume, dopo aver attraversato la Valbelluna, si insinua in una sorta di corridoio scavato tra le prealpi Bellunesi (la cosiddetta "stretta di Quero"), con, alla destra, il massiccio del Grappa e, alla sinistra, il monte Cesen.
Il territorio comprendeva anche diverse valli collaterali. La più importante, alla destra orografica, è la valle di Schievenin solcata dal torrente Tegorzo, dove sorgono le frazioni di Schievenin e Cilladon. Gli altri centri si distribuiscono prevalentemente lungo le poche aree pianeggianti in prossimità del letto del Piave.

## Storia
L'iter per la formazione del comune di Quero Vas è cominciato con il referendum del 27 ottobre 2013, durante il quale il 94% dei votanti di Quero e il 77% dei votanti di Vas si è espresso favorevolmente alla fusione dei due comuni. Il successivo 17 dicembre la Regione Veneto ha ratificato la nascita del nuovo ente con la delibera della giunta n. 324, approvata all'unanimità dal consiglio.
L'ente è divenuto operativo il 28 dicembre, con la nomina di un commissario prefettizio. Il primo sindaco, Bruno Zanolla, è stato eletto alle elezioni amministrative del 25 maggio 2014.
Il 22 gennaio 2024 il comune si è fuso col vicino comune di Alano di Piave dando vita al nuovo comune di Setteville.

### Simboli
Lo stemma e il gonfalone del comune sono stati concessi con decreto del presidente della Repubblica del 26 agosto 2015.
Lo stemma comunale, disegnato dal grafico Alessio Zuzolo, è stato scelto attraverso un concorso indetto dall'amministrazione locale il 28 novembre 2014 e concluso con la premiazione del 28 dicembre successivo.
Si trattava di uno scudo sannitico moderno, dalla forma leggermente adattata agli attuali standard comunicativi. I colori del campo derivano da quelli dei precedenti stemmi comunali (blu per Quero, rosso per Vas). Per quanto riguarda le figure, il fiume rappresenta le abbondanti risorse idriche della zona e, più in particolare, il Piave, ma è anche simbolo di vita e ricchezza; il ponte è un riferimento alla fusione delle due comunità, divise geograficamente dal fiume ma da secoli orientate all'unità; l'airone cinerino, oltre ad essere un abitatore tipico dell'ambiente plavense, in araldica rappresenta la discrezione e attenzione, così come alleanza nell'affrontare i pericoli. Corona e ornamenti sono quelli tipici dell'araldica civica italiana.
Il gonfalone, partito di rosso e di blu, recava al centro lo stemma ed è ornato da fregi d'argento. Sopra l'arma campeggia la scritta "Comune di Quero Vas".

## Monumenti e luoghi d'interesse

### Architetture religiose

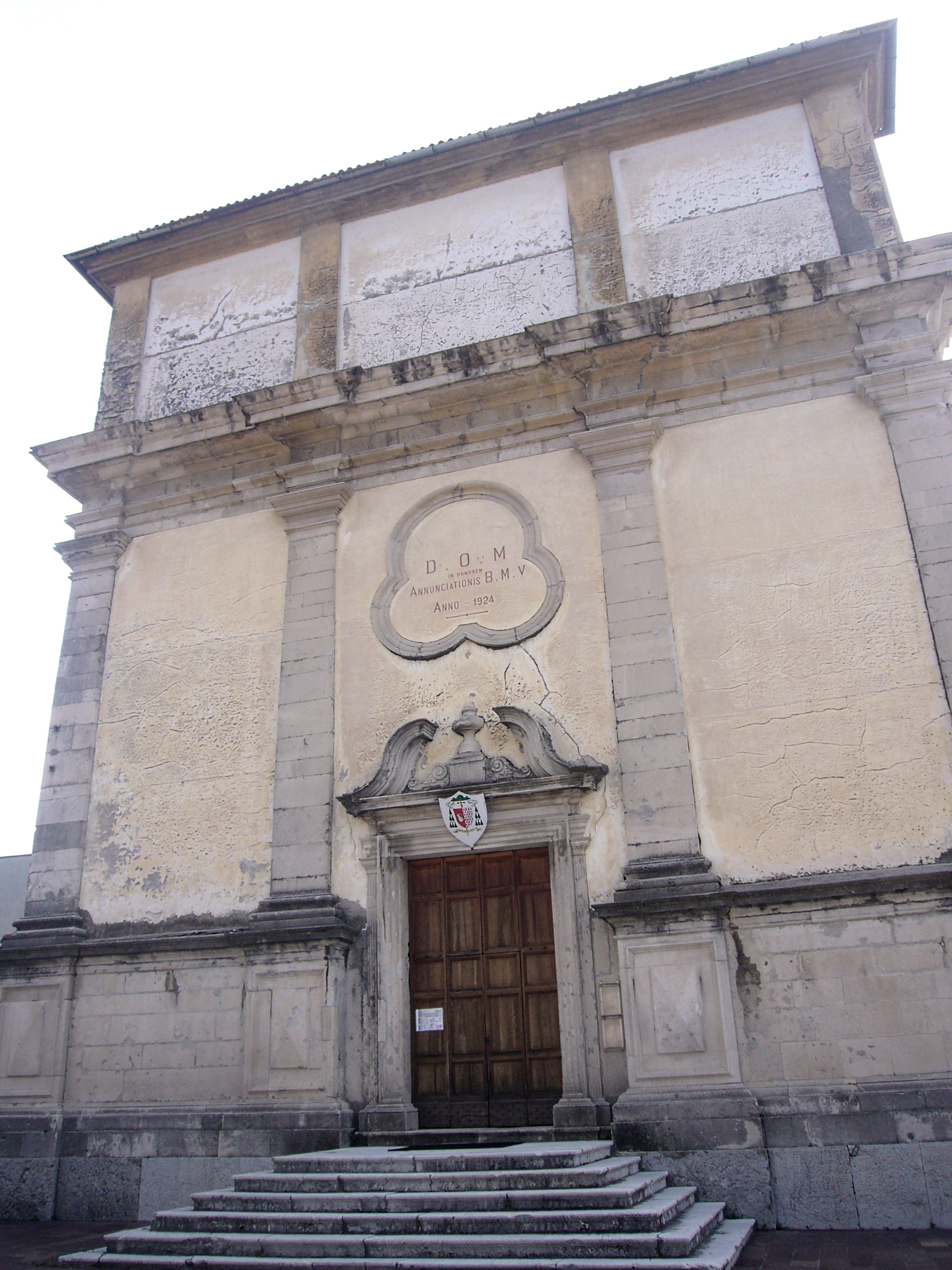
Chiesa dell'Annunciazione della Beata Vergine Maria
La chiesa parrocchiale, dedicata all'Annunciazione, è arcipretale ed è compresa nel vicariato di Quero-Valdobbiadene, facente parte della diocesi di Padova. L'edificio, citato dal XIII secolo, ha avuto da sempre il ruolo di pieve e fu restaurata e ampliata nei primi anni del XVI secolo. Fu ancora rinnovata tra il XVII secolo e il XVIII secolo e nel 1806 fu completamente riedificata su progetto di Sebastiano De Boni che, su consulenza di Giannantonio Selva, le diede un aspetto neoclassico con impianto barocco. Gravemente danneggiata durante la grande guerra, fu nuovamente ricostruita, ma durante i lavori fu trafugata un'Apoteosi di San Marco di Palma il Giovane. Tra le opere ancora conservate, si ricordano alcune tele attribuite a Palma il Giovane e a Francesco Salviati, i quattro altari barocchi, una Madonna di Jacopo Bassano, una Discesa agli Inferi di Domenico Tintoretto, una Trasfigurazione di Cima da Conegliano e una lapide funeraria romana. Nella chiesa fu assunto un atto di Ezzelino III da Romano con il quale egli rinunciava alle advocatie episcopatus Belluni. La chiesa ospitò in passato importante altare di Tommaso Allio che le valse il titolo di Monumento Nazionale, perduto con la parziale distruzione della chiesa e con il danneggiamento dell'altare.
Il campanile contiene un concerto di 3 campane in Reb3 calante, fuse dalla Fonderia Pontificia Daciano Colbachini e Figli di Padova nel 1925 (la mezzana fu saldata nel dicembre 2008 causa incrinatura), elettrificate alla trevigiana sincronizzata + campana in Reb5 fusa nel 1637. Dati delle 3 campane del concerto:
1^: Reb3 calante (batte le ore). Ha un diametro di 140,6 cm e ha una massa di 1640 kg;
2^: Mib3 calante. Ha un diametro di 124,5 cm e ha una massa di 1135 kg;
3^: Fa3. Ha un diametro di 109,8 cm e ha una massa di 750 kg.
Oratorio di San Valentino
L'oratorio di San Valentino, originario del XVII secolo, sorge in riva al Tegorzo. Voluto da Giacomo Sartori "Casamatta", proprietario terriero, passò a fine Settecento ai nobili conti De Mezzan di Feltre, i quali poi donarono lo stabile alla chiesa di Quero, della quale, la chiesa è sussidiaria. Esso fu in parte distrutto durante la grande guerra e ricostruito. È il fulcro della festa di San Valentino durante la quale vengono distribuite arance benedette.
Cimitero militare
Da ricordare anche il Cimitero Militare Germanico (ad est del centro), dove riposano i resti di 229 soldati del Corpo Alpino Germanico e di altri 3.232 soldati austroungarici.
Cappella dei sacerdoti
Venne progettata dall'architetto Attilio Lapadula nel 1960 come cappella del cimitero comunale e cripta funeraria per i sacerdoti. È stata restaurata nel 2012.

### Architetture militari

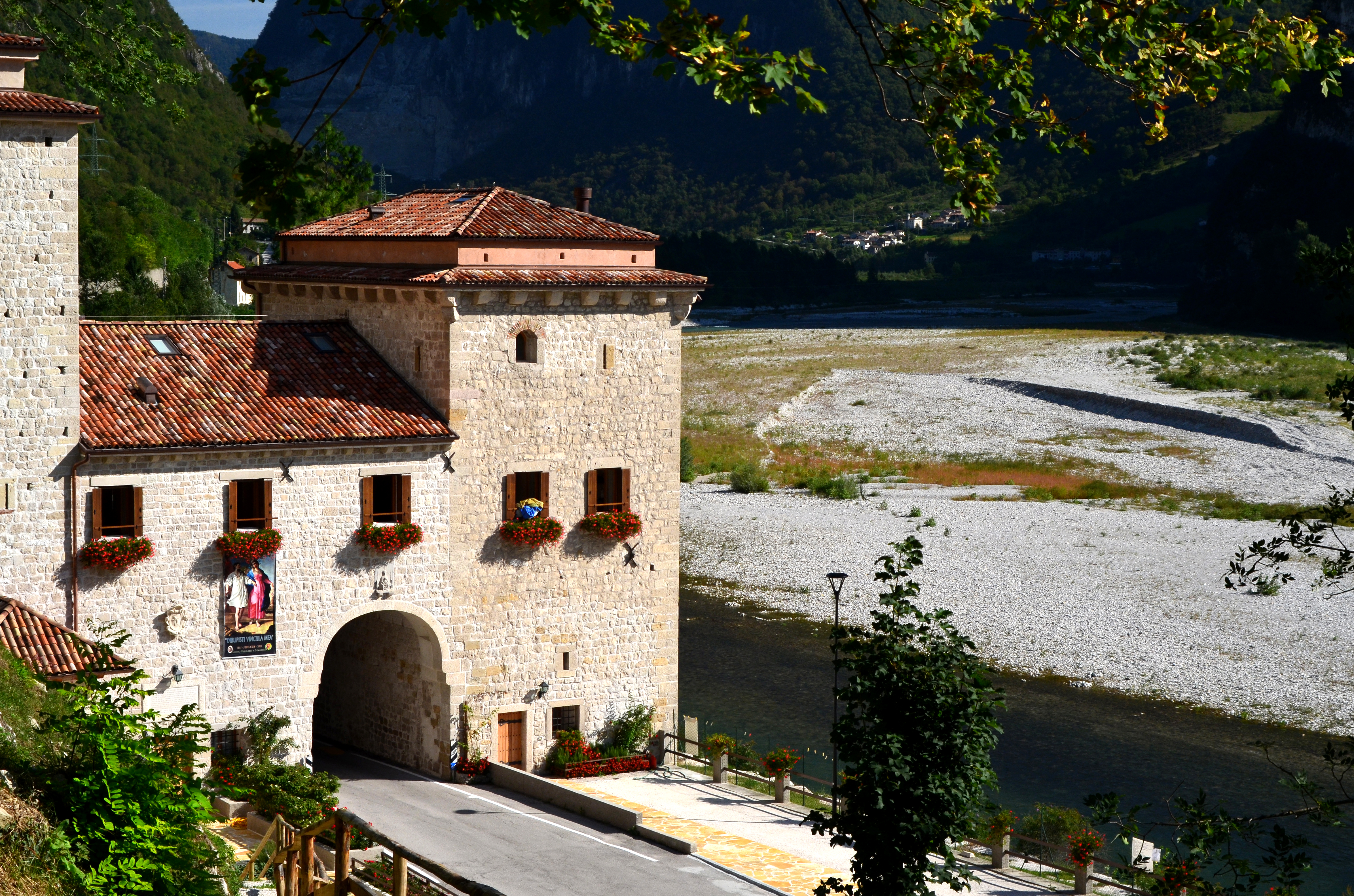
Castello di Quero
Castelnuovo, costruito attorno al 1376 dal capitano della Serenissima Jacopo Cavalli, rimase a lungo funzionante come dogana. La costruzione, che sorge poco prima di Santa Maria, si articola in due grosse torri: la maggiore, fornita di caditoie, e la minore, poggiante sul letto del Piave. Quest'ultima era un tempo collegata ad un'altra torre sulla riva opposta mediante una catena che regolava i traffici sul fiume. Dopo la Guerra della Lega di Cambrai, durante la quale fu oggetto di contese, il fortilizio cominciò a decadere, venendo adibito dapprima ad osteria, quindi ad albergo, infine ad oratorio per i padri Somaschi. Quest'ordine fu fondato dal nobile Gerolamo Miani per voto, essendo stato miracolosamente liberato dalla prigionia nel castello durante la guerra della Lega di Cambrai.

### Altro
Monumento funebre Rinaldo-Lazzari
Fu progettato dall'architetto Carlo Scarpa per la suocera Francesca Rinaldo-Lazzari, come si legge nell'iscrizione incisa sulla pietra; vi sono sepolte le figlie Gina Lazzari e Bice Lazzari, importante pittrice astratta e poetessa, con i rispettivi mariti Nico Oliva e Diego Rosa. Il monumento si trova nel cimitero comunale di Quero.

### Aree naturali
Estendendosi tra le prealpi Bellunesi, il comune presentava un patrimonio naturalistico di grande pregio. Numerosi sono per esempio i sentieri del CAI, mentre la valle di Schievenin è molto nota in quanto località ideale come palestra di roccia.

## Società

### Evoluzione demografica
Abitanti censiti

### Etnie e minoranze straniere
Al 31 dicembre 2023 gli stranieri residenti nel comune erano 422, ovvero il 13,7% della popolazione. Di seguito sono riportati i gruppi più consistenti:
1. Cina 165
2. Marocco 103
3. Romania 16
4. Senegal 19
5. Ucraina 14
6. Repubblica Dominicana 12

## Agricoltura
Per quanto riguarda l’agricoltura, troviamo molti prodotti storicamente coltivati come i fagioli, il mais, le patate, la vite con gli antichi vitigni Cruina e Bianchetta. L’allevamento di bovini da carne e da latte svolge da sempre un ruolo di primo piano, senza dimenticare l’allevamento del maiale, da cui si ricavano salami e soppresse pregiate. Altre realtà sono l’allevamento e la pesca della trota, la floricoltura, il mantenimento del patrimonio boschivo oltre alla produzione della birra e della grappa. 
A caratterizzare l’abitato di Caorera, la produzione della Zucca Santa Bellunese iscritta nell’Elenco Nazionale dei Prodotti Agroalimentari del Ministero dell’Agricoltura. Dal 2011 è attivo il “ Consorzio di Tutela della Zucca Santa Bellunese” che si propone come scopo la tutela, la valorizzazione, l’espansione e la commercializzazione del prodotto.
Durante l’anno si svolgono alcune manifestazioni a carattere agricolo quali la Fiera di Santa Croce (ultima domenica di aprile) con la tradizionale benedizione del bestiame e dei prodotti agricoli.
È ricomparsa fortunatamente l’elicicoltura ossia l’allevamento delle lumache, che ha riportato sulle tavole gli squisiti scioss.
Un piatto tipico di Quero è polenta e s'cios (polenta e lumache), che viene tradizionalmente preparato con le lumache prese in riva al Tegorzo (dove sono presenti in abbondanza). In onore di questo piatto e delle lumache del torrente, ogni anno nel capoluogo comunale si tiene la Sagra dei S'cios (sagra delle lumache).

## Geografia antropica

### Frazioni
- Caorera (96 ab., 207 m): dopo Carpen, verso Marziai.
- Carpen (128 ab., 246 m): situato a sinistra della Feltrina, dopo Santa Maria.
- Cilladon (11 ab., 643 m): situato all'inizio della valle di Schievenin, a nord-est di Quero, è l'abitato più elevato del comune.
- Marziai (274 ab., 270 m): all'estremo nord occidentale del territorio, contigua all'omonima località del comune di Borgo Valbelluna.
- Quero (1674 ab., 288 m): capoluogo dell'ex comune e centro più popoloso.
- Santa Maria (86 ab., 236 m): a sinistra della Feltrina (andando verso Feltre) e a nord di Vas.
- Scalon.
- Schievenin (139 ab., 357 m): situato verso a metà circa della valle omonima, a nord-ovest del capoluogo.
- Vas (461 ab., 218 m): secondo centro per numero di abitanti.

## Cultura

### Musei
Nella piccola frazione di Caorera sorge il Museo del Piave "Vincenzo Colognese", un museo che espone numerosi cimeli originali risalenti alla Grande Guerra accompagnati da pannelli illustrativi e postazioni multimediali.
Nella frazione di Schievenin si trova un museo di storia naturale, di proprietà del Museo di Storia Naturale ed archeologia di Montebelluna (donato a quest'ultimo da don Vittorio Vedova, parroco di Schievenin, nel 1984, a patto che l'allestimento rimanesse nel paese), che raccoglie reperti di geologia, paleontologia e zoologia.

## Infrastrutture e trasporti

### Strade
La principale via di comunicazione è l'ex SS "Feltrina" che collega Treviso a Feltre. Essa transita nei pressi del capoluogo e tocca le frazioni di Santa Maria e Carpen. Il comune era inoltre ben collegato agli abitati limitrofi da diverse vie di comunicazione.

### Ferrovie
La stazione di Quero-Vas posta tra il capoluogo e Santa Maria, sulla linea Calalzo P.C.-Padova è al servizio del territorio. Tra le principali destinazioni è possibile raggiungere Belluno, Feltre, Pieve di Cadore, Montebelluna, Padova e Treviso.

## Amministrazione
| Periodo          | Periodo         | Primo cittadino  | Partito                       | Carica                  | Note |
| ---------------- | --------------- | ---------------- | ----------------------------- | ----------------------- | ---- |
| 28 dicembre 2013 | 26 maggio 2014  | Graziella Bortot | -                             | commissario prefettizio |      |
| 26 maggio 2014   | 27 maggio 2019  | Bruno Zanolla    | lista civica Impegno e futuro | sindaco                 |      |
| 27 maggio 2019   | 22 gennaio 2024 | Bruno Zanolla    | lista civica Impegno e futuro | sindaco                 |      |